# Pnigalio attis
Pnigalio attis är en stekelart som först beskrevs av Walker 1839.  Pnigalio attis ingår i släktet Pnigalio och familjen finglanssteklar. Inga underarter finns listade i Catalogue of Life.